# Avalon (nummer)
Avalon is een nummer geschreven door Bryan Ferry op gelijknamige album van de Britse band Roxy Music.
De videoclip, geregisseerd door Howard Guard, toont de volledige band die speelt in een restaurant. In de clip danst Engelse actrice Sophie Ward en verschijnt Ferry met een valk op een valkeniershandschoen. Dat laatste beeld is terug te vinden op de albumhoes van gelijknamig album. De clip is opgenomen in het landhuis Mentmore Towers.

## Hitnoteringen

### Nederlandse Top 40
| Avalon in de Nederlandse Top 40 -- binnen: 26 juni 1982 | Avalon in de Nederlandse Top 40 -- binnen: 26 juni 1982 | Avalon in de Nederlandse Top 40 -- binnen: 26 juni 1982 | Avalon in de Nederlandse Top 40 -- binnen: 26 juni 1982 | Avalon in de Nederlandse Top 40 -- binnen: 26 juni 1982 | Avalon in de Nederlandse Top 40 -- binnen: 26 juni 1982 | Avalon in de Nederlandse Top 40 -- binnen: 26 juni 1982 | Avalon in de Nederlandse Top 40 -- binnen: 26 juni 1982 | Avalon in de Nederlandse Top 40 -- binnen: 26 juni 1982 | Avalon in de Nederlandse Top 40 -- binnen: 26 juni 1982 | Avalon in de Nederlandse Top 40 -- binnen: 26 juni 1982 |
| Week                                                    | 26                                                      | 27                                                      | 28                                                      | 29                                                      | 30                                                      | 31                                                      | 32                                                      | 33                                                      | 34                                                      | 35                                                      |
| ------------------------------------------------------- | ------------------------------------------------------- | ------------------------------------------------------- | ------------------------------------------------------- | ------------------------------------------------------- | ------------------------------------------------------- | ------------------------------------------------------- | ------------------------------------------------------- | ------------------------------------------------------- | ------------------------------------------------------- | ------------------------------------------------------- |
| Positie                                                 | 32                                                      | 21                                                      | 14                                                      | 5                                                       | 4                                                       | 3                                                       | 4                                                       | 13                                                      | 26                                                      | uit                                                     |

### Single Top 100
| Avalon in de Nederlandse Single Top 100 -- binnen: 03-07-1982 | Avalon in de Nederlandse Single Top 100 -- binnen: 03-07-1982 | Avalon in de Nederlandse Single Top 100 -- binnen: 03-07-1982 | Avalon in de Nederlandse Single Top 100 -- binnen: 03-07-1982 | Avalon in de Nederlandse Single Top 100 -- binnen: 03-07-1982 | Avalon in de Nederlandse Single Top 100 -- binnen: 03-07-1982 | Avalon in de Nederlandse Single Top 100 -- binnen: 03-07-1982 | Avalon in de Nederlandse Single Top 100 -- binnen: 03-07-1982 | Avalon in de Nederlandse Single Top 100 -- binnen: 03-07-1982 | Avalon in de Nederlandse Single Top 100 -- binnen: 03-07-1982 | Avalon in de Nederlandse Single Top 100 -- binnen: 03-07-1982 | Avalon in de Nederlandse Single Top 100 -- binnen: 03-07-1982 |
| Week                                                          | 27                                                            | 28                                                            | 29                                                            | 30                                                            | 31                                                            | 32                                                            | 33                                                            | 34                                                            | 35                                                            | 36                                                            | 37                                                            |
| ------------------------------------------------------------- | ------------------------------------------------------------- | ------------------------------------------------------------- | ------------------------------------------------------------- | ------------------------------------------------------------- | ------------------------------------------------------------- | ------------------------------------------------------------- | ------------------------------------------------------------- | ------------------------------------------------------------- | ------------------------------------------------------------- | ------------------------------------------------------------- | ------------------------------------------------------------- |
| Positie                                                       | 28                                                            | 9                                                             | 8                                                             | 9                                                             | 12                                                            | 10                                                            | 13                                                            | 19                                                            | 23                                                            | 50                                                            | uit                                                           |

### NPO Radio 2 Top 2000
| Nummer met noteringen in de NPO Radio 2 Top 2000 | '99 | '00 | '01 | '02 | '03 | '04 | '05 | '06 | '07 | '08 | '09 | '10 | '11 | '12 | '13 | '14 | '15  | '16  | '17 | '18  | '19  | '20  | '21  | '22  | '23  | '24  |
| ------------------------------------------------ | --- | --- | --- | --- | --- | --- | --- | --- | --- | --- | --- | --- | --- | --- | --- | --- | ---- | ---- | --- | ---- | ---- | ---- | ---- | ---- | ---- | ---- |
| Avalon                                           | 399 | 475 | 551 | 470 | 565 | 604 | 744 | 717 | 834 | 662 | 880 | 864 | 897 | 800 | 844 | 980 | 1147 | 1041 | 914 | 1347 | 1203 | 1150 | 1085 | 1104 | 1186 | 1156 |

1. ↑  Een vetgedrukt getal geeft de hoogste notering aan.